# Samuel Dörr

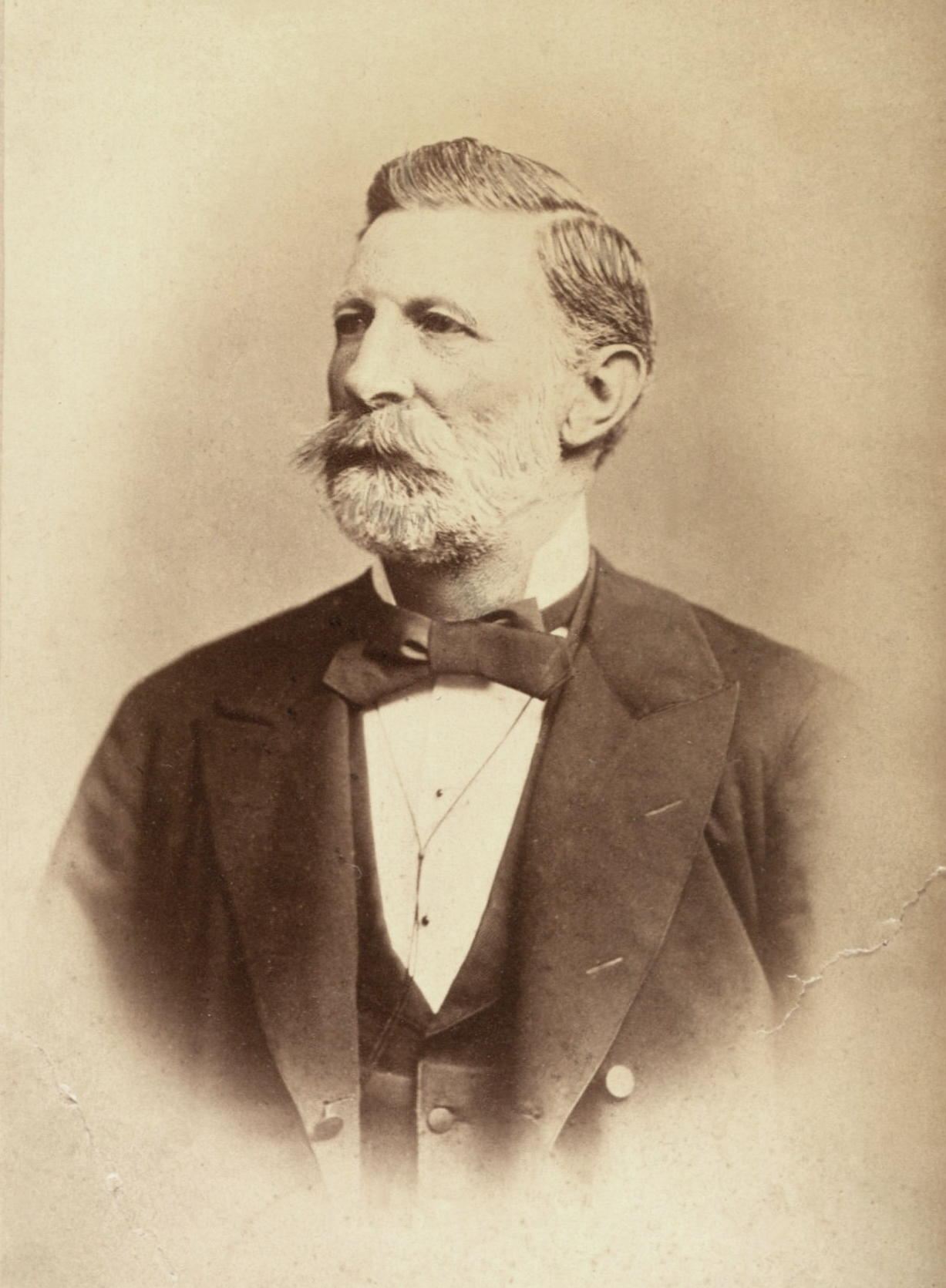
Samuel Dörr (1900)

Samuel Dörr (* 3. August 1824 in Leschkirch, Siebenbürgen; † 1. August 1911 ebenda) war ein siebenbürgischer Verwaltungsbeamter und Politiker in Österreich-Ungarn.

## Leben

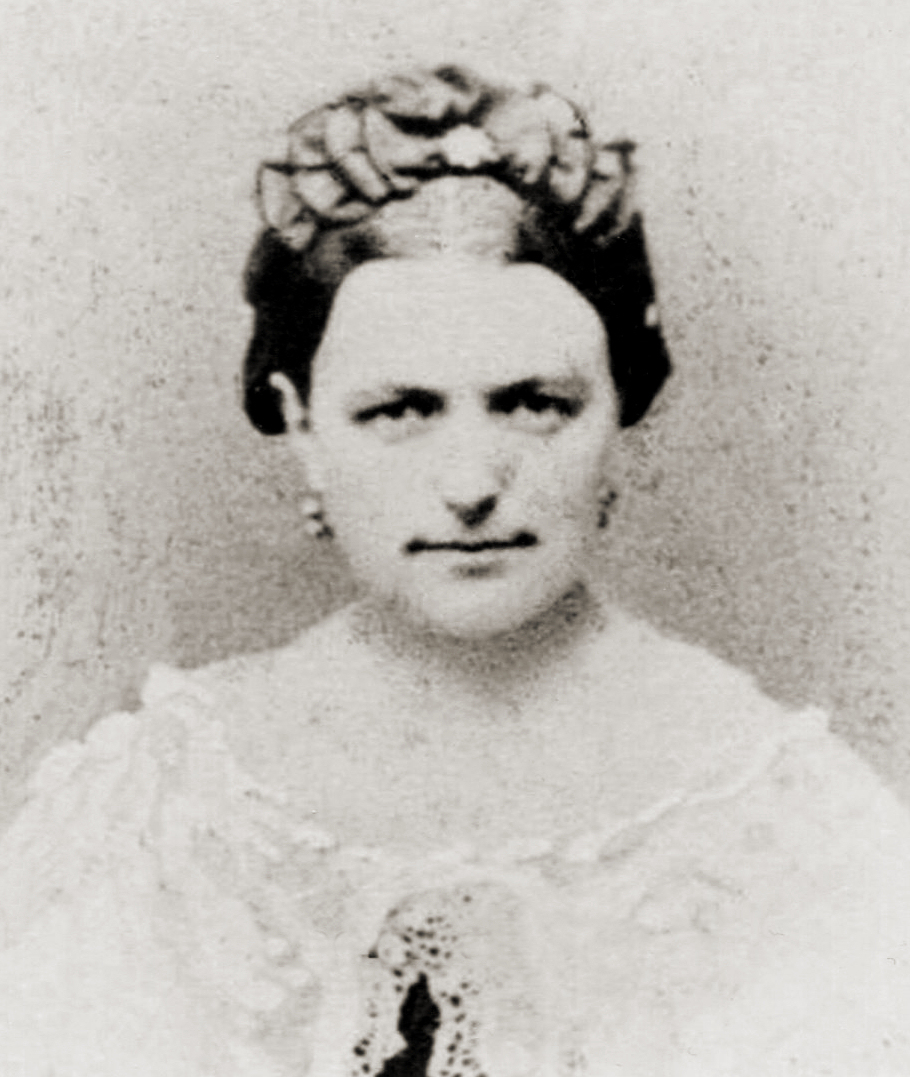
Eleonore Dörr

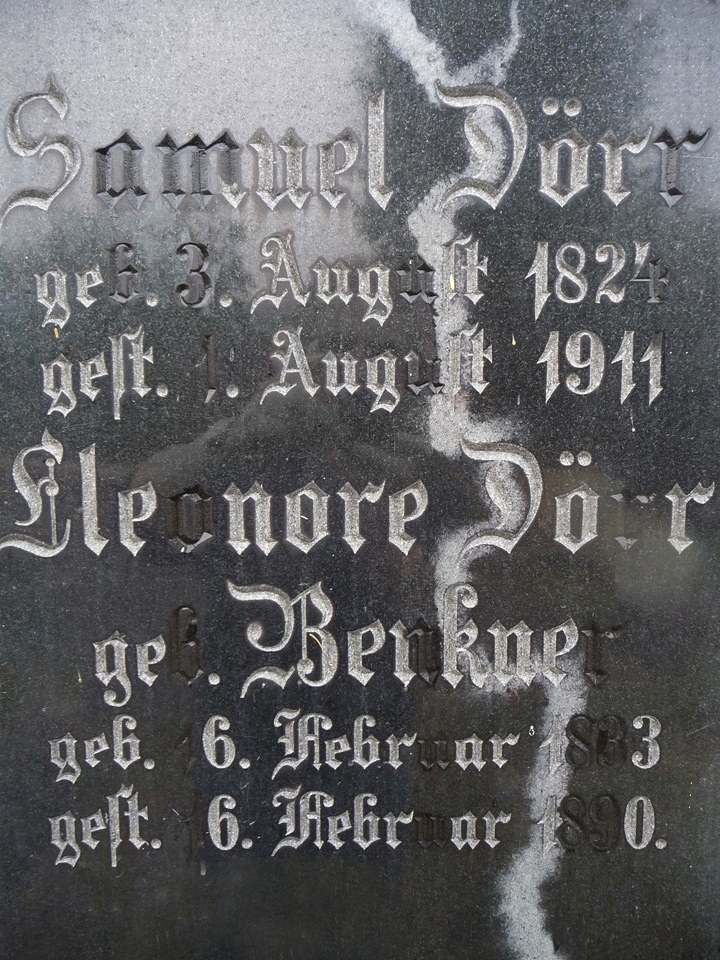
Grabstein der Dörrs

Samuel Dörrs Eltern waren der gleichnamige Forstmeister am Leschkircher Stuhl und seine Frau Susanna Elisabetha geb. Weber (1794–1851), eine Pfarrerstochter aus Agnita.
Dörr besuchte die Bergschule Schäßburg. Nach dem Abitur studierte er an der Friedrichs-Universität Halle. Mit Oskar Schade gehörte er 1846 zu den Stiftern des Corps Normannia-Halle. Danach war eine Zeitlang an der Technischen Hochschule Dresden. In der Ungarischen Revolution kämpfte er als Hauptmann im Landsturm für die Habsburger. Er trat in den Dienst der Donaumonarchie und war von 1851 bis 1861 in den (deutschen) Bezirken Großschenk und Freck als Kanzlist, dann als Aktuar tätig. In Unter-Szombat fand er seine Lebensgefährtin Eleonore Benkner (1833–1890), Tochter eines Rechnungsbeamten, der einer Kronstädter Patrizierfamilie entstammte.

### Leschkirch
1864 wurde Dörr zum Assessor beim Leschkircher Stuhlamt ernannt. In kirchlichen und politischen Gremien setzte er sich für die Bewohner der einstigen Stuhlgemeinden – Siebenbürger Sachsen und Rumänen – gleichermaßen ein. Jahrzehntelang war er Presbyter, von 1863 bis 1910 Kurator der Leschkircher Kirchengemeinde. Er vertrat die Gemeinde auch in der Leschkircher politischen Kommunität. In der Leschkircher Stuhlversammlung war er seit 1867 Ratsmitglied. Ab 1871 vertrat er den Leschkircher Stuhl in der Sächsischen Nationsuniversität in Siebenbürgen. Dort war er in der Schulkommission (1881–1890) und dann bis 1904 in der finanzökonomischen Kommission tätig.
Der Grabstein des Ehepaars Dörr ist erhalten geblieben und steht auf dem Leschkircher Friedhof.

### Abgeordneter
Von 1872 bis 1906 saß er als Abgeordneter für Leschkirch im Reichstag (Ungarn). Nach der „Zerschlagung des Königsbodens“ und der neuen Landesgliederung in Komitate und Bezirke (1876) vertrat Dörr den Leschkircher Wahlbezirk in der Komitatsversammlung des Komitats Hermannstadt.

### Kinder
Dörrs Frau starb 1890 im Alter von 57 Jahren. Der Sohn Albert (1858–1932) wurde 1918 Präfekt in Hermannstadt.
Der andere Sohn Samuel war General der Gemeinsamen Armee. Die Töchter waren Eleonore verh. v. Lemeny und Viktorine.

## Ehrungen
- Franz-Joseph-Orden[1]